# Alfred Espinas
Alfred Victor Espinas (Saint-Florentin (Yonne), 23 mei 1844 - aldaar, 24 februari 1922) was een Frans intellectueel. Hij was een student van Comte en Spencer. Alhoewel in het begin een aanhanger van het positivisme, later overtuigd realist. 

## Werken
- Des sociétés animales (1887)
- Les origines de la technologie (1897)
- La philosophie sociale du XVIIIe siècle et la Révolution (1898)
- Descartes et la morale: Études sur l'histoire de la philosophie de l'action (1925, postuum)